# Mosiera cabanasensis
Mosiera cabanasensis là một loài thực vật có hoa trong Họ Đào kim nương. Loài này được (Britton & P.Wilson) Borhidi mô tả khoa học đầu tiên năm 1992.